# Paranormal Entity
Pour plus de détails, voir Fiche technique et Distribution.
Paranormal Entity est un film d'horreur américain réalisé par Shane Van Dyke en 2009 et produit par The Asylum. Ce film est un mockbuster du film Paranormal Activity.

## Synopsis
Samantha, son grand frère Thomas et leur mère Ellen sont une famille qui vient de perdre leur père il y a un an. Ellen essaye de rentrer en contact avec son mari, mais la présence qu'elle ressent devient de plus en plus terrifiante. La famille Finley est alors confrontée à un démon particulièrement agressif.

## Fiche technique
- Titre : Paranormal Entity
- Réalisation et scénario : Shane Van Dyke
- Producteur : Stephen Fiske
- Distribution : The Asylum
- Pays d’origine : États-Unis
- Langue : anglais
- Format : Couleur
- Genre : horreur
- Durée : 88 minutes
- Date de sortie : 2009

Film interdit aux moins de 16 ans

## Distribution
- Shane Van Dyke : Thomas Finley
- Erin Marie Hogan : Samantha Finley
- Fia Perera : Ellen Finley
- Norman Saleet (en) : le docteur Edgar Lauren

## Production

### Tournage
Le film a été tourné en seulement deux jours.

## Autour du film
- Tout comme Paranormal Activity, le film est composé d'acteurs quasi anonymes.
- Le budget est encore plus petit que celui de Paranormal Activity.